# Alex Hensel
Alex Hensel ist ein ehemaliger Schweizer Skeletonsportler.
Zu Beginn der 1990er Jahre gehörte Alex Hensel dem Schweizer Nationalkader an. Im Februar 1990 gab er in Igls sein Debüt im Skeleton-Weltcup, bei dem er 20. wurde. Bis Januar 1992 nahm er an weiteren Weltcuprennen teil. Sein bestes Ergebnis erreichte Hensel mit einem 14. Platz 1991 auf seiner Heimbahn in St. Moritz. An selber Stelle gewann er hinter Gregor Stähli und Markus Kottmann bei den Schweizermeisterschaften 1990 die Bronzemedaille. 1992 beendete er seine Karriere im Leistungssport, nahm aber noch bis in die 2000er Jahre an lokalen und Veteranenrennen teil.